# Krzanowice (Opole)
Pour les articles homonymes, voir Krzanowice.
Krzanowice est une localité polonaise du gmina de Dobrzeń Wielki dans la voïvodie et le powiat d'Opole.